# 扎伊格拉耶沃
扎伊格拉耶沃（羅馬化：Zaigrayevo）是俄罗斯布里亚特共和国的市级镇、扎伊格拉耶沃区行政中心，位于乌达河支流布良卡河畔，在共和国首府乌兰乌德东。
该地2021年人口有5,053人；2010年人口5,586；2002年人口5,592；1989年人口5,565。